# Артевелде, Якоб ван
Я́коб ван А́ртевелде (ок. 1290 — 24 июля 1345) — один из лидеров оппозиции городов Фландрии против Франции, предводитель восстания 1337 года в Генте. Отец Филиппа ван Артевелде.

## Биография
Родился в Генте, в семье Иоганна ван Артевелде — богатого суконщика, находившегося в родстве со знатью. Был дважды женат, умножил состояние, занимаясь ткацким производством. Проводил политику нейтралитета в Столетней войне и предложил заключить союз с такими фландрийскими городами, как и Брюгге и Ипр. Опасаясь, что война Франции и Англии нанесёт урон процветанию Гента, в 1337 году поднял восстание против Людовика I Неверского, графа Фландрии, ополчившегося против всех, кто открыто не поддерживал Францию в войне. 
Перейдя в управлявшем городом во время восстания совете из 5 человек на сторону плебейских цехов, представителей купечества и ремесленников, дал тем перевес над патрицианскими родами и получил контроль над этим органом. В итоге Людовик был вынужден бежать во Францию, а Артевелде стал правителем Гента до своей смерти. Укрепление торговли шерстью и тканями с Англией привело к переходу Фландрии на сторону Англии в 1340 году, и Артевелде призывал федерацию признать английского короля Эдуарда III сувереном Франции и Фландрии. 
Процветание Гента продолжилось, но в 1345 году пошли слухи о том, что Артевелде якобы готовится признать сына Эдуарда III, известного как Чёрный принц, графом Фландрии. Это, а также подозрения в растратах и отлучение от церкви папой привели к народному восстанию против него. Якоб ван Артевелде был убит разъярённой толпой во время этого восстания. Хронист Жан Фруассар описывает его смерть так: 

Когда Якоб ван Артевелде увидел, что он не может успокоить или умиротворить их, он закрыл окно и вознамерился покинуть свой дом через чёрный ход и найти убежище в прилегающей церкви. Но с той стороны его особняк был уже взломан и, его искало свыше четырёх сотен человек. В конце концов, они его схватили и убили без всякой жалости. Смертельный удар нанёс ему один шорник по имени Томас Денис.